# Помощник режиссёра
«Помощник режиссёра» (англ. The Assistant Producer) — рассказ Владимира Набокова, относящийся к американскому периоду его творчества. Был написан и опубликован в 1943 году, вошёл в состав сборника «Девять рассказов» (Нью-Йорк, 1947).

## Сюжет
Рассказ стилизован под сценарий пошлой голливудской мелодрамы 1930-х годов, причём под «помощником режиссёра» имеется в виду жизнь, создающая удивительные сюжеты. Главная героиня — русская певица Славская, во время гражданской войны ставшая женой белого генерала Голубкова и вместе с ним эмигрировавшая во Францию. Голубков, работавший на разведку сразу трёх государств, организовал с помощью жены похищение генерала Федченко, чтобы возглавить белогвардейскую организацию. Скрыть это не удалось, Голубков бесследно исчез, а Славская была осуждена за участие в похищении и умерла впоследствии в тюремной больнице.

## Создание и оценки
«Помощник режиссёра» был написан в январе 1943 года и стал первым рассказом Набокова, созданным на английском языке. Он увидел свет в бостонском литературном журнале Atlantic Monthly в мае того же года. В 1947 году автор включил рассказ в сборник «Девять рассказов» (англ. Nine Stories), в 1958 — в сборник «Набоковская дюжина» (англ. Nabokov's Dozen), причём во втором случае из-за ошибки издателя были пропущены два последних абзаца. В комментарии к «Дюжине» Набоков написал, что «Помощник режиссёра» — единственный в сборнике рассказ, основанный «на подлинных фактах»: прототипами главных героев стали Надежда Плевицкая и её муж генерал Николай Скоблин.
По словам биографа Набокова Брайана Бойда, в «Помощнике режиссёра» писатель «блистательно вывернул наизнанку жизнь и искусство», «великолепно продемонстрировал в действии» определение пошлости, озвученное чуть раньше в книге «Николай Гоголь».